# 奥利弗·莱顿-戴维斯
奥利弗·莱顿-戴维斯（英語：Oliver Leydon-Davis，1990年5月10日—），紐西蘭男子羽毛球運動員。

## 簡歷
2013年8月，奥利弗·莱顿-戴维斯參加中國廣州舉行的世界羽毛球錦標賽。他與凯文·戴纳利-明特恩出戰男子雙打項目，在首圈就以0比2（13-21、14-21）負於德國的英格·金德沃克/约翰尼斯·斯科特勒出局；此外，他又與苏珊娜·莱顿-戴维斯出戰混合雙打項目，他們首圈以2-0淘汰埃及選手晉級，但在第二圈就以0比2（8-21、11-21）不敵7號種子、泰國的戍革·普拉帕卡莫/莎拉丽·桑松卡姆出局。

## 主要比賽成績
只列出曾進入準決賽的國際賽事成績：
| 年份   | 賽事                         | 公開賽級別 | 項目     | 搭檔               | 成績   |
| ------ | ---------------------------- | ---------- | -------- | ------------------ | ------ |
| 2009年 | 維多利亞羽毛球未來系列賽     | 未來系列賽 | 男子雙打 | 比约恩·赛根        | 準決賽 |
| 2009年 | 維多利亞羽毛球未來系列賽     | 未來系列賽 | 混合雙打 | Danielle Barry     | 準決賽 |
| 2012年 | 奧克蘭羽毛球國際賽           | 國際系列賽 | 男子雙打 | 凱文·戴納利-明特恩 | 冠軍   |
| 2012年 | 奧克蘭羽毛球國際賽           | 國際系列賽 | 混合雙打 | 蘇珊娜·萊頓-戴維斯 | 準決賽 |
| 2013年 | 羅馬尼亞羽毛球國際賽         | 國際系列賽 | 男子雙打 | 凯文·戴纳利-明特恩 | 準決賽 |
| 2013年 | 大溪地羽毛球國際挑戰賽       | 國際挑戰賽 | 混合雙打 | 苏珊娜·莱顿-戴维斯 | 準決賽 |
| 2013年 | 墨西哥羽毛球國際賽           | 國際系列賽 | 男子雙打 | 凯文·戴纳利-明特恩 | 冠軍   |
| 2014年 | 冰島羽毛球國際賽             | 國際系列賽 | 混合雙打 | 苏珊娜·莱顿-戴维斯 | 準決賽 |
| 2014年 | 大洋洲羽毛球錦標賽           | 其他       | 混合團體 | －                 | 亞軍   |
| 2014年 | 大洋洲羽毛球錦標賽           | 其他       | 男子雙打 | 凯文·戴纳利-明特恩 | 準決賽 |
| 2014年 | 大洋洲羽毛球錦標賽           | 其他       | 混合雙打 | 苏珊娜·莱顿-戴维斯 | 冠軍   |
| 2015年 | 大洋洲羽毛球錦標賽           | 其他       | 男子雙打 | 凯文·戴纳利-明特恩 | 亞軍   |
| 2015年 | 大洋洲羽毛球錦標賽           | 其他       | 混合雙打 | Danielle Tahuri    | 亞軍   |
| 2016年 | 中國羽毛球國際挑戰賽         | 國際挑戰賽 | 男子雙打 | 鲁德·博世          | 準決賽 |
| 2016年 | 大洋洲羽毛球混合團體錦標賽   | 其他       | 混合團體 | －                 | 亞軍   |
| 2016年 | 大洋洲羽毛球男女子團體錦標賽 | 其他       | 男子團體 | －                 | 冠軍   |
| 2016年 | 挪威羽毛球國際賽             | 國際系列賽 | 男子雙打 | 拉塞·摩爾菲德      | 冠軍   |
| 2017年 | 荷蘭羽毛球國際賽             | 國際系列賽 | 男子雙打 | 拉塞·摩爾菲德      | 冠軍   |
| 2017年 | 美國羽毛球國際挑戰賽         | 國際挑戰賽 | 混合雙打 | 蘇珊娜·萊頓-戴維斯 | 亞軍   |
| 2018年 | 瑞典羽毛球公開賽             | 國際系列賽 | 男子雙打 | 拉塞·摩爾菲德      | 冠軍   |
| 2018年 | 北港羽毛球國際賽             | 未來系列賽 | 男子雙打 | 凯文·戴纳利-明特恩 | 冠軍   |
| 2018年 | 大洋洲羽毛球男女子團體錦標賽 | 其他       | 男子團體 | －                 | 亞軍   |
| 2018年 | 大洋洲羽毛球錦標賽           | 其他       | 混合雙打 | 苏珊娜·莱顿-戴维斯 | 季軍   |
| 2018年 | 奧地利羽毛球公開賽           | 國際挑戰賽 | 男子雙打 | 拉塞·摩爾菲德      | 亞軍   |
| 2019年 | 大洋洲羽毛球混合團體錦標賽   | 其他       | 混合團體 | －                 | 亞軍   |
| 2019年 | 荷蘭羽毛球國際賽             | 國際系列賽 | 男子雙打 | 阿比纳夫·马诺塔    | 亞軍   |
| 2019年 | 希臘羽毛球公開賽             | 國際系列賽 | 男子雙打 | 阿比纳夫·马诺塔    | 亞軍   |
| 2019年 | 保加利亞羽毛球公開賽         | 國際系列賽 | 男子雙打 | 阿比纳夫·马诺塔    | 亞軍   |
| 2019年 | 雪梨羽毛球國際賽             | 國際系列賽 | 混合雙打 | 阿諾娜·白          | 亞軍   |
| 2019年 | 威爾斯羽毛球國際賽           | 國際系列賽 | 混合雙打 | 阿諾娜·白          | 準決賽 |
| 2020年 | 大洋洲羽毛球錦標賽           | 其他       | 男子雙打 | 阿比纳夫·马诺塔    | 冠軍   |
| 2020年 | 大洋洲羽毛球男女子團體錦標賽 | 其他       | 男子團體 | －                 | 亞軍   |
| 2022年 | 大洋洲羽毛球錦標賽           | 其他       | 混合雙打 | 阿諾娜·白          | 亞軍   |

| 2007-2017年 | 首要超級賽 | 超級賽 | 黃金大獎賽 | 大獎賽 | 國際挑戰賽 | 國際系列賽 | 未來系列賽 | 其他 |

| 2018-2026年 | 總決賽 | 超級1000賽 | 超級750賽 | 超級500賽 | 超級300賽 | 超級100賽 | 國際挑戰賽 | 國際系列賽 | 未來系列賽 | 其他 |

### 奧運會和世錦賽參賽紀錄
|          | 搭檔               | 2013 | 2014 |      | 2021 |
| 男子雙打 | 凯文·戴纳利-明特恩 | 48強 | 48強 | －   |      |
|          |                    |      |      |      |      |
| 混合雙打 | 苏珊娜·莱顿-戴维斯 | 32強 | 48強 | －   |      |
| 混合雙打 | 阿諾娜·白          | －   | －   | 32強 |      |